# Jardin botanique de Jevremovac
Le jardin botanique de Jevremovac (en serbe cyrillique : Ботаничка башта Јевремовац ; en serbe latin : Botanička bašta Jevremovac) situé dans le quartier de Jevremovac à Belgrade, en Serbie, où il constitue le seul jardin botanique de la ville. Il est situé dans la municipalité urbaine de Stari grad et dépend officiellement de la Faculté de biologie de l'université de Belgrade. En raison de sa valeur, il est inscrit sur la liste des monuments culturels de la république de Serbie (identifiant no SK 1963) et sur la liste des biens culturels de la ville de Belgrade.
L'arboretum est ouvert aux visiteurs du 1er mai au 1er novembre, de 8 h à 19 h.

## Localisation

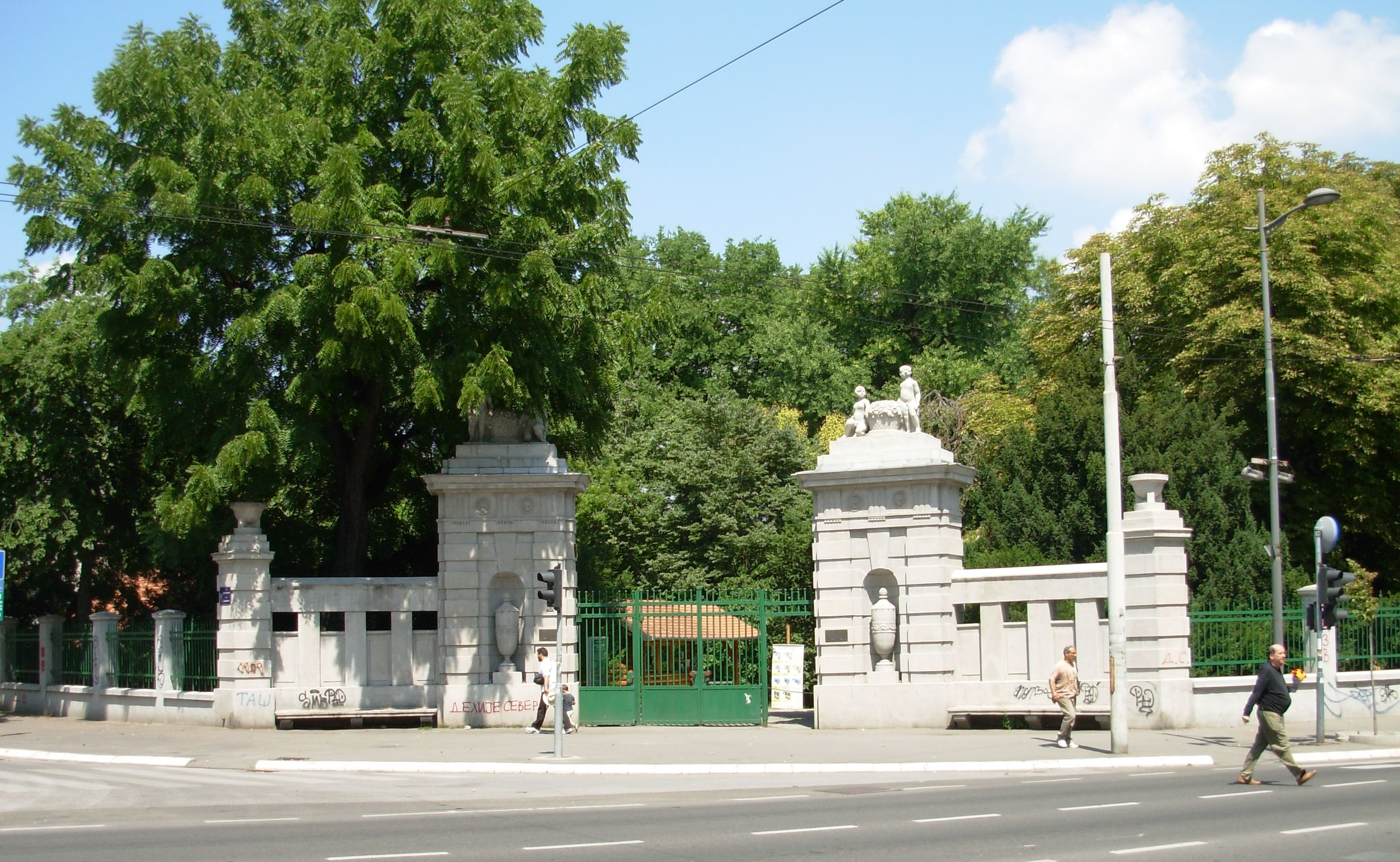
L'entrée principale du jardin

Jevremovac est situé dans la partie la plus occidentale du quartier de Palilula mais, à la suite de changements dans le découpage administratif des municipalités de Belgrade en 1952, 1955 et 1957, il a été rattaché à la municipalité de Stari grad et non à celle de Palilula. Le jardin et le quartier sont délimités par le Boulevard du despote Stefan et par les rues Takovska, Dalmatinska, Palmotićeva et Vojvode Dobrnjca.

## Histoire

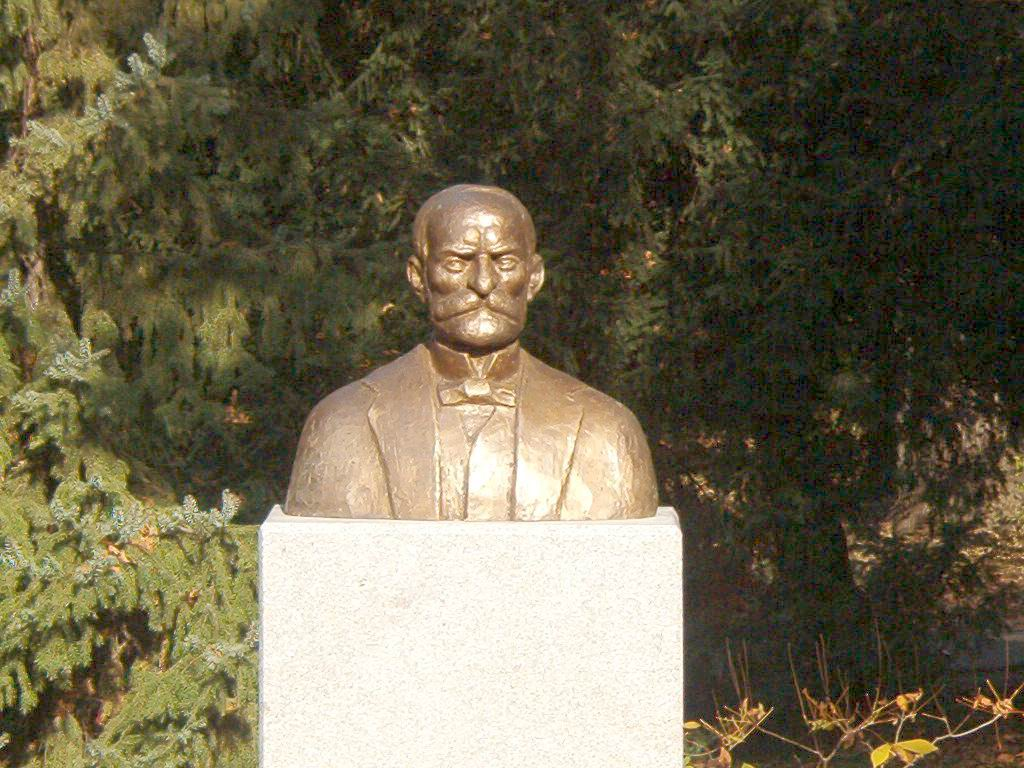
Buste de Josif Pančić, le fondateur du jardin

Le jardin a été créé en 1874 par un décret du ministre de l'Éducation de la principauté de Serbie, à l'initiative du botaniste Josif Pančić, qui en devint aussi le premier directeur. En 1889, le roi Milan Obrenović offrit le domaine, qu'il avait hérité de son grand-père Jevrem, à la Haute école de Belgrade, la future Université la ville, pour y construire un véritable jardin botanique ; le jardin prit le nom de Jevremovac, « le jardin de Jevrem », en l'honneur de son grand-père. La grande serre du jardin fut construite en 1892. Outre Pančić, citons parmi les administrateurs importants du parc Lujo Adamović, qui le dirigea de 1901 à 1905, et Nedeljko Košanin, qui resta en fonction de 1906 à 1934.
Après la Seconde Guerre mondiale, les nouvelles autorités communistes supprimèrent son nom de Jevremovac , trop marqué par l'ancien régime ; ce nom fut de nouveau officiellement utilisé dans les années 1990.
En 2011, l'Union européenne a débloqué un fonds de 1,5 million d'euros pour la rénovation de la serre du jardin botanique.

## Description

### Arboretum
L'arboretum du jardin botanique s'étend sur une superficie d'environ 5 ha en plein air et il abrite plus de 250 espèces d'arbres et arbustes, incluant des espèces locales, européennes ou exotiques ; on y trouve aussi d'autres plantes herbacées ; arbres et herbacées représentent environ 500 spécimens. Parmi les arbres du jardin figurent le chêne de Macédoine (Quercus trojana), le parrotie de Perse (Parrotia persica), le tamaris de printemps (Tamarix tetrandra) ou une espèce de Zanthoxylum, Zanthoxylum acanthopodium.

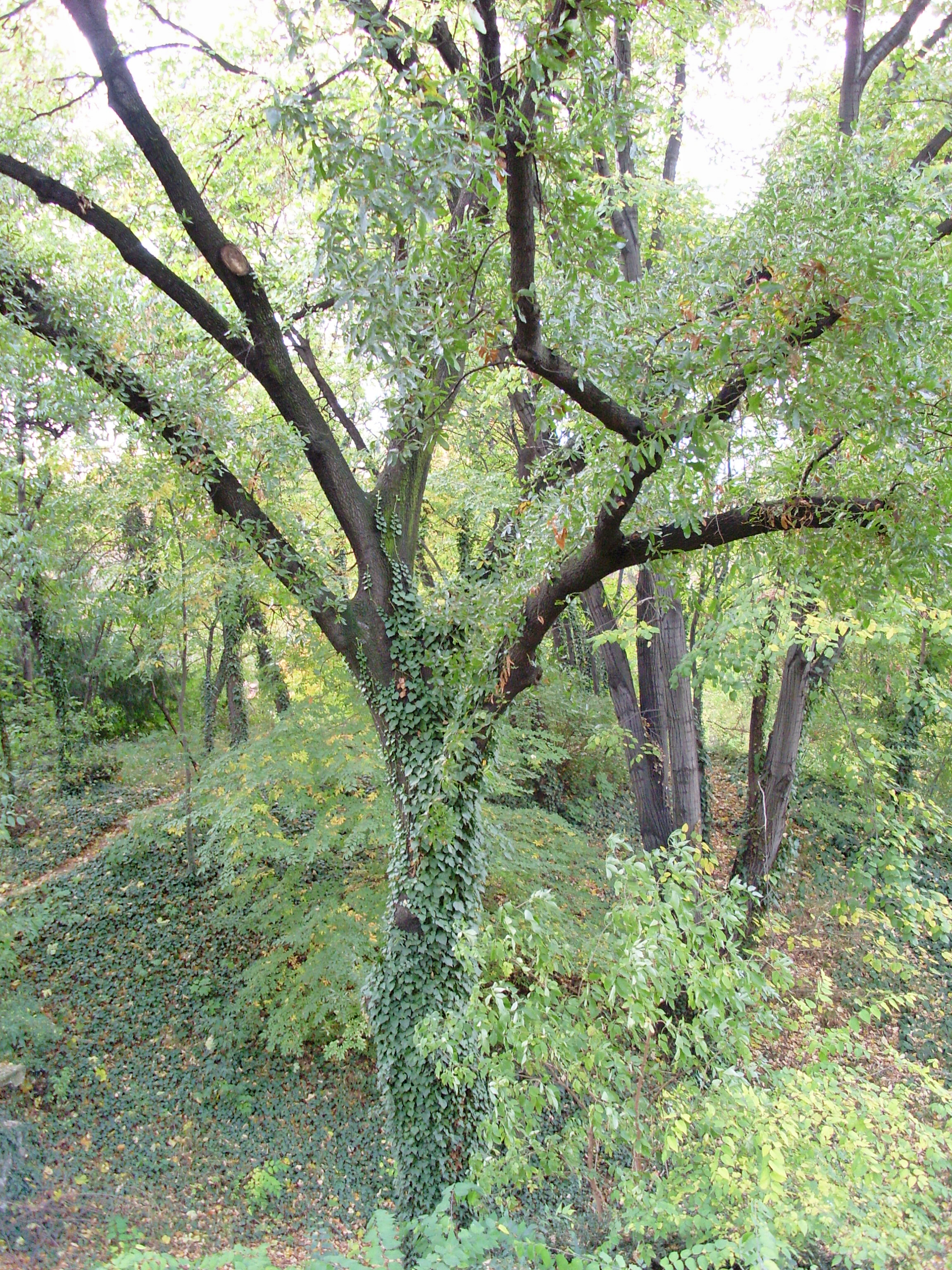
Le chêne de Macédoine
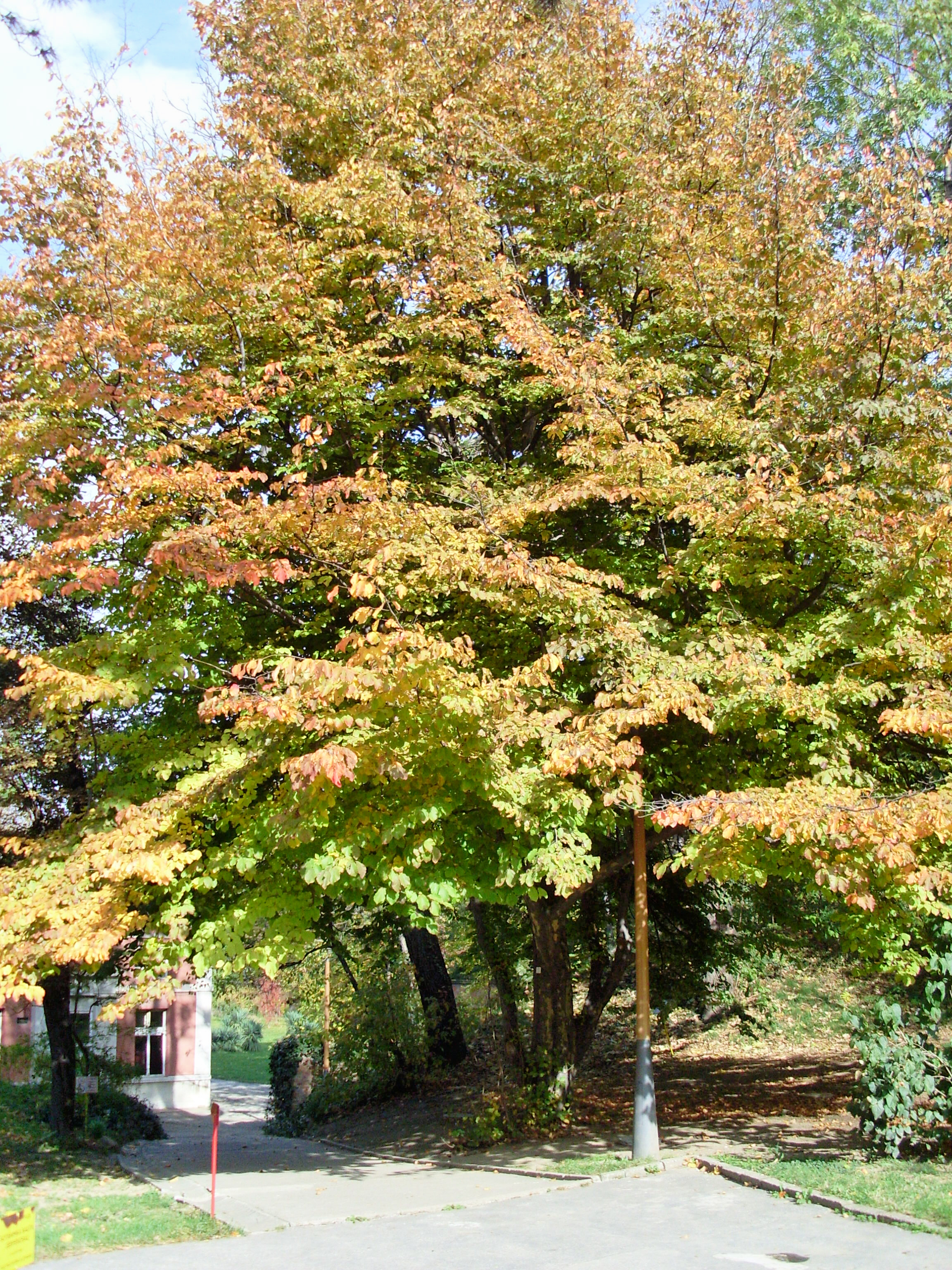
Le parrotie de Perse
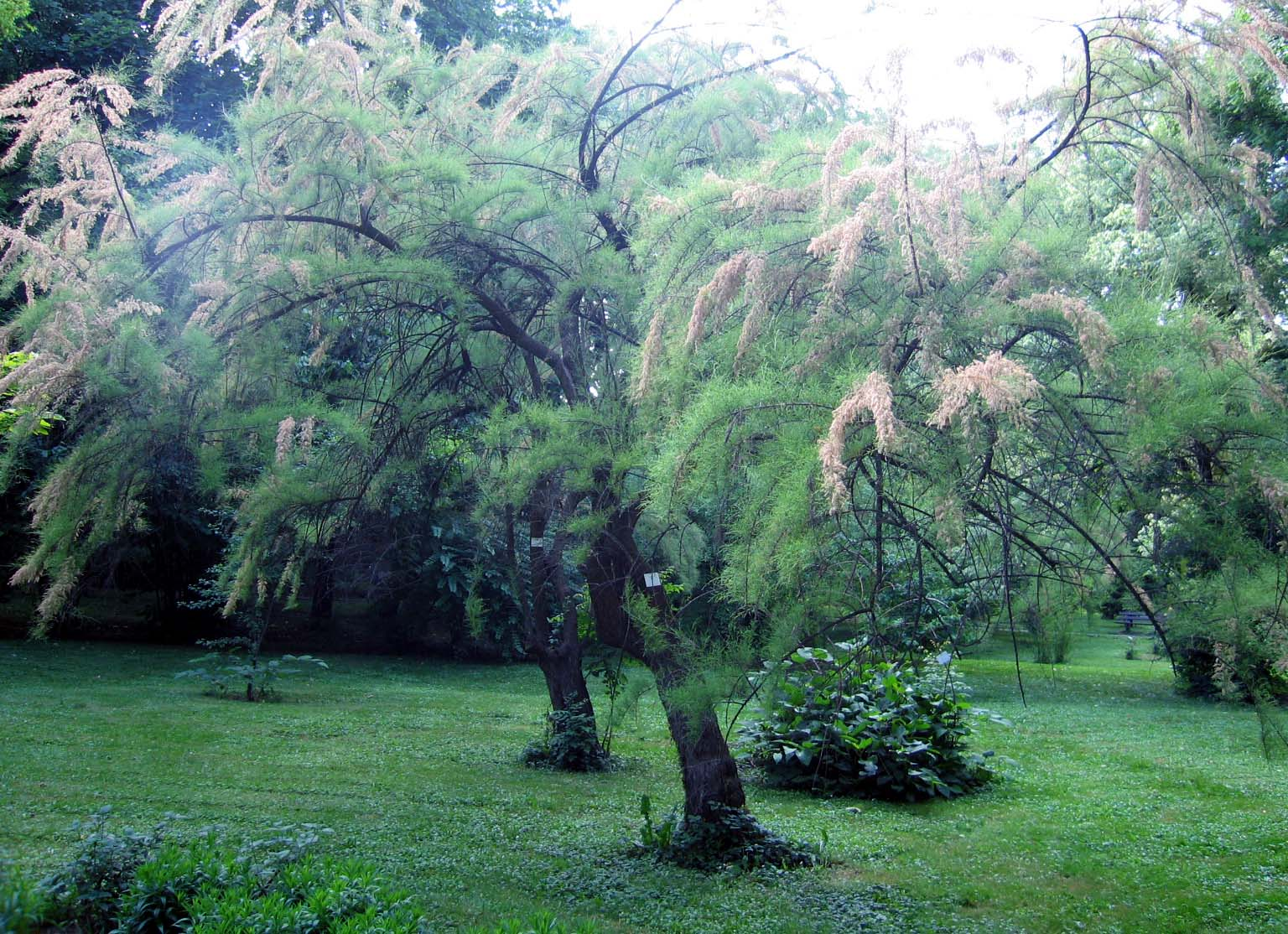
Le tamaris de printemps
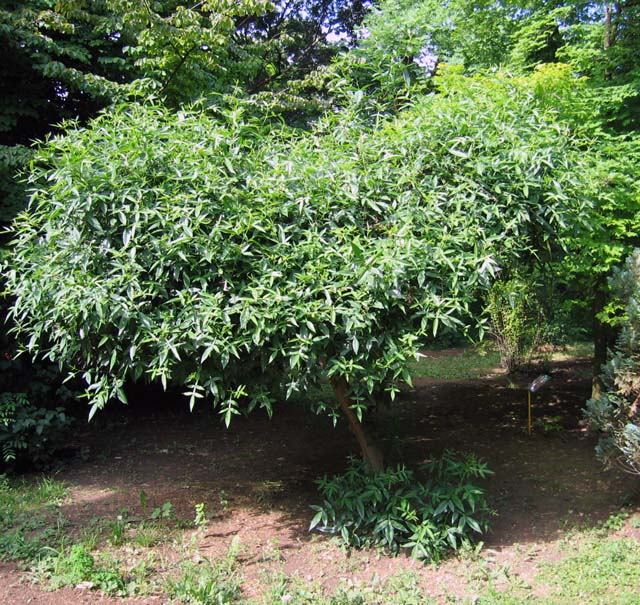
Zanthoxylum acanthopodium

### Serre

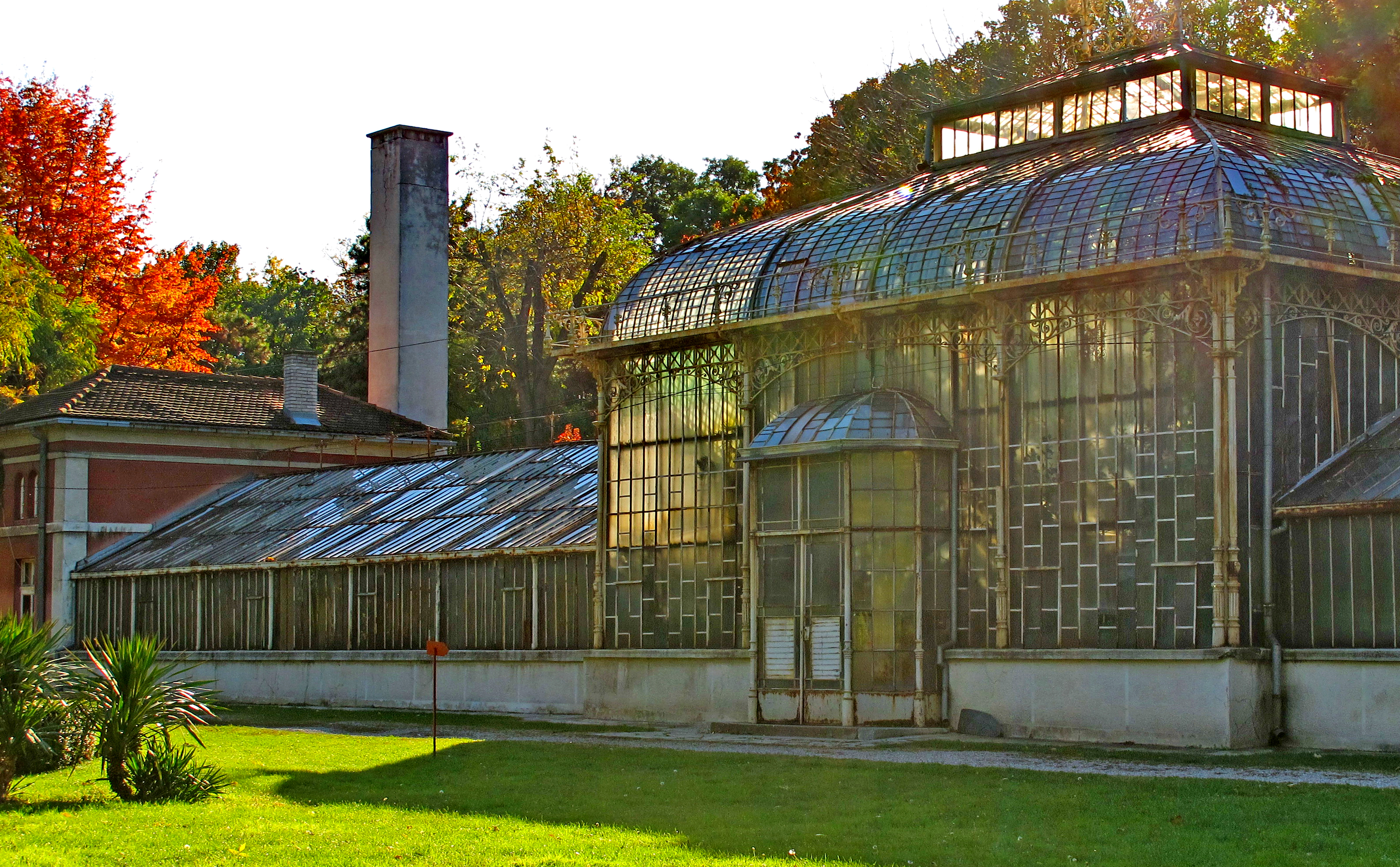
La serre du jardin botanique

La serre du jardin botanique, construite en 1892, couvre une superficie de 500 m2 À l'époque de sa construction, elle figurait parmi les plus vastes les plus belles serres de cette partie de l'Europe. En raison de sa valeur architecturale, elle est placée sous la protection de l'État.
Elle abrite un grand nombre de plantes tropicales et subtropicales, parmi lesquelles on peut citer le palmier des Canaries (Phoenix canariensis), le palmier nain (Chamaerops humilis) et le cierge du Pérou (Cereus peruvianus).

### Herbarium
L'herbarium possède une riche collections de plantes originaires de la péninsule balkanique et du reste de l'Europe, avec environ 120 000 dessins et plus de 300 000 spécimens séchés.

### Faculté de biologie

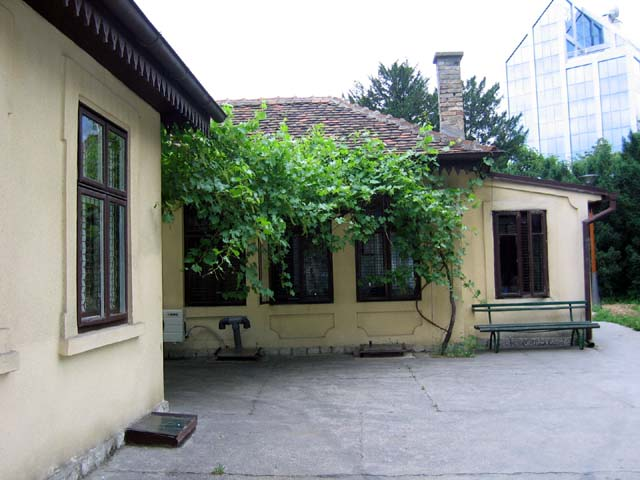
Bâtiments de la Faculté de biologie

Le jardin botanique de Jevremovac abrite plusieurs bâtiments administratifs de la Faculté de biologie de l'université de Belgrade. On y trouve aussi une bibliothèque qui met à la disposition des lecteurs 200 magazines scientifiques et professionnels, ainsi qu'un fonds de 6 000 ouvrages. Des salles de cours et des laboratoires sont également situés dans le jardin.
En face des bâtiments administratifs de la Faculté, un buste représentant Nedeljko Košanin a été érigé en 2006, pour célébrer le centenaire de son arrivée à la direction de Jevremovac.